# Roman Holiday
Roman Holiday is een film uit 1953, geregisseerd door William Wyler. Het is een romantische komedie, waarin de hoofdrollen worden vertolkt door Audrey Hepburn en Gregory Peck.
De film was een groot succes in de bioscopen (opbrengst 5 miljoen dollar in 1955) en sleepte drie Oscars in de wacht. Het was de doorbraak van Audrey Hepburn: ze won de Oscar voor beste vrouwelijke hoofdrol.
De film is geheel opgenomen in Rome. In de tijd dat de film werd uitgebracht was het publiek in de ban van de relatie tussen prinses Margaret, de zuster van koningin Elizabeth II van Engeland, en RAF-piloot Peter Townsend. De romance tussen een prinses en een man uit het volk vormde een parallel met de film, zeker gezien het feit dat Margaret en Townsend niet mochten trouwen.
In 1999 werd de film geselecteerd voor conservatie in het National Film Registry van de Library of Congress.

## Verhaal
Audrey Hepburn speelt Princess Ann, een jonge prinses die met haar gevolg door Europa reist en de hoofdsteden aandoet. Zo belandt ze op de ambassade in Rome. Ze is moe en ze heeft genoeg van al het handjesschudden en alle formaliteiten. 's Avonds komt ze in opstand tegen het protocol. Haar arts geeft haar een injectie met een kalmeringsmiddel waarna ze op haar kamer wordt achtergelaten. Ze slaagt erin om door het raam te ontsnappen en komt in de nachtelijke stad terecht. Ze wordt gevonden op een bankje door Joe Bradley, een vrijgezelle Amerikaanse journalist die in de stad woont. Eerst probeert hij haar in een taxi richting haar huis te krijgen en als dat niet lukt neemt hij haar mee naar zijn eigen huis.
Pas de volgende dag op de redactie komt hij erachter wie hij in huis heeft gehaald. Hij ziet dit als een unieke kans om een scoop te hebben, en verleidt haar tot een 'dagje niks doen'. Ze doen alle dingen die 'normale mensen' gewoon vinden, maar voor een prinses bijzonder zijn. Zoals een terrasje pakken, op de scooter door de stad rijden en naar een dansavond gaan. Tijdens hun uitje wordt alles gefotografeerd door Irving Radovich, een bevriende fotograaf. Hij gebruikt hiervoor een in een aansteker verstopte minicamera.
Wanneer Ann beseft dat haar land in moeilijkheden komt door haar plotselinge afwezigheid, besluit ze om terug te keren en haar plichten te dragen. De volgende dag geeft ze een persconferentie om te praten over haar bezoeken. Ze wordt geadviseerd om te zeggen dat ze alle steden even mooi vond, maar stapt van dat protocol af en noemt Rome haar mooiste ervaring. Ze is verbaasd om Joe in de zaal te zien. Ze schrikt als ze ziet dat Irving foto's maakt met zijn aansteker. Uiteindelijk bieden Irving en Joe haar een envelop met een aandenken aan de stad, hierin zitten de foto's. Ann begrijpt dat hun geheim, geheim zal blijven. In haar toespraak zegt Ann vervolgens hoe dankbaar ze is voor haar mooie verblijf in de stad, maar Joe hoort hierin duidelijk een verpakte boodschap van dankbaarheid aan hem. Beiden beseffen ze dat ze veel voor elkaar voelen, maar dat hun liefde gedoemd is om onvervuld te blijven.

## Rolverdeling

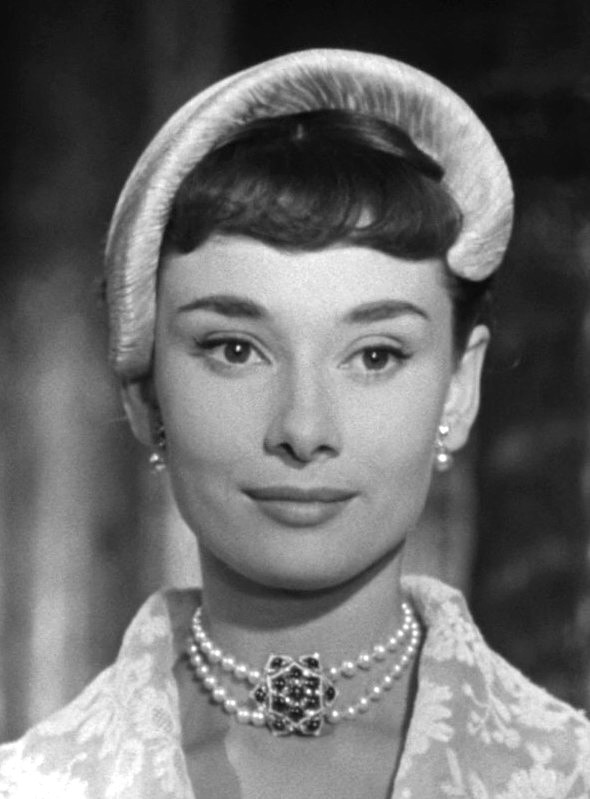
Audrey Hepburn als de prinses

| Acteur            | Personage        |
| ----------------- | ---------------- |
| Gregory Peck      | Joe Bradley      |
| Audrey Hepburn    | Prinses Ann      |
| Eddie Albert      | Irving Radovich  |
| Harcourt Williams | Ambassadeur      |
| Hartley Power     | Hennessy         |
| Margaret Rawlings | Gravin Vereberg  |
| Tullio Carminati  | Generaal Provno  |
| John Horne        | Ceremoniemeester |
| Laura Solari      | Secretaresse     |
| Alfredo Rizzo     | Taxichauffeur    |

## Achtergrond

### Voorgeschiedenis

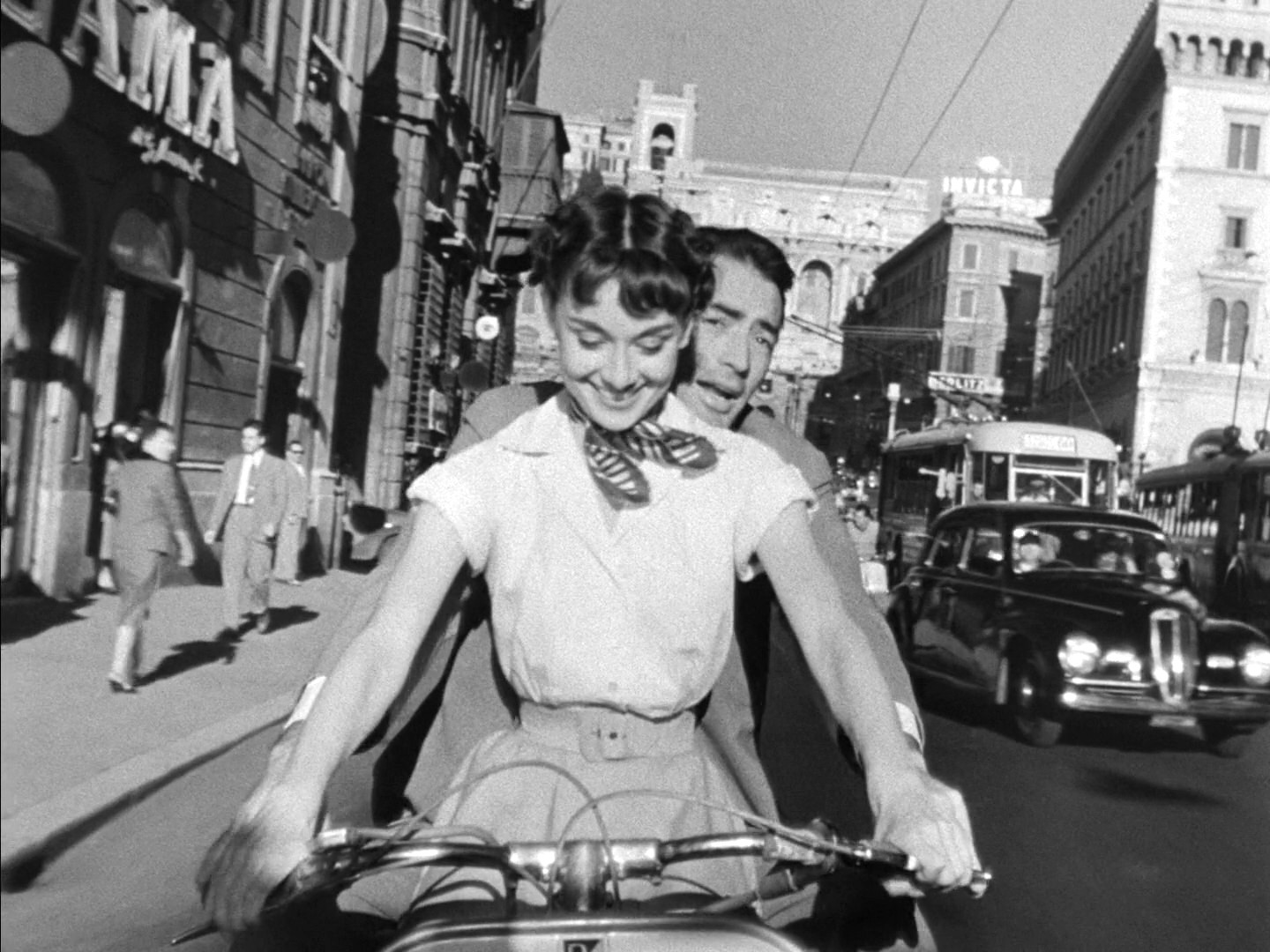
Hepburn en Peck op de scooter

Regisseur Frank Capra speelde al met het idee voor Roman Holiday in 1949. Het zou een variatie worden op zijn succesvolle film It Happened One Night uit 1934, maar nu met Cary Grant en Elizabeth Taylor in de hoofdrollen. Maar Capra's productiemaatschappij Liberty Films zat in financiële problemen na het floppen van It's a Wonderful Life. Capra verkocht Liberty aan Paramount Pictures, waar scenarist Dalton Trumbo aan het werk ging met het scenario. Capra trok zich terug uit de film toen bleek dat het budget voor de film te krap was. Paramount zocht vervolgens George Stevens aan als regisseur, maar die zag ook weinig in de productie, waarna William Wyler werd benaderd. Wyler die net twee zware drama's had geregisseerd (The Heiress (1949) en Detective Story(1951)) was blij met deze lichtgewicht komedie. Wyler stelde aan Paramount voor om de film in Italië op te nemen. Hij had namelijk geen zin om te verschijnen voor het House Un-American Activities Committee, dat onderzoek deed naar communistische infiltratie in de filmindustrie en wilde ver weg van Hollywood zijn. Het was dan ook een wrang toeval dat de schrijver van het scenario, Dalton Trumbo door hetzelfde House Un-American Activities Committee op de zwarte lijst was gezet. Trumbo was een van de Hollywood Ten, een groep scenaristen die wegens vermeende communistische sympathieën niet meer mocht werken in Hollywood. Om die reden staat Trumbo's naam niet op de aftiteling en kon hij ook niet de Oscar in ontvangst nemen voor het Beste scenario. Zijn vriend Ian McLellan Hunter kreeg de credits en de Oscar. Pas in 1993 kreeg de weduwe van de in 1976 overleden Trumbo alsnog de Oscar uitgereikt.
Paramount was aanvankelijk niet blij met het voorstel om de film op locatie op te nemen. Men wilde alles in de studio in Hollywood opnemen. Uiteindelijk ging men overstag, mede omdat Paramount gebruik kon maken van bevroren activa in Europa. Wel kreeg Wyler te horen dat het budget omlaag ging en de film in zwart-wit moest worden opgenomen. Met een budget van anderhalf miljoen dollar ging Wyler aan het werk.

### Acteurs

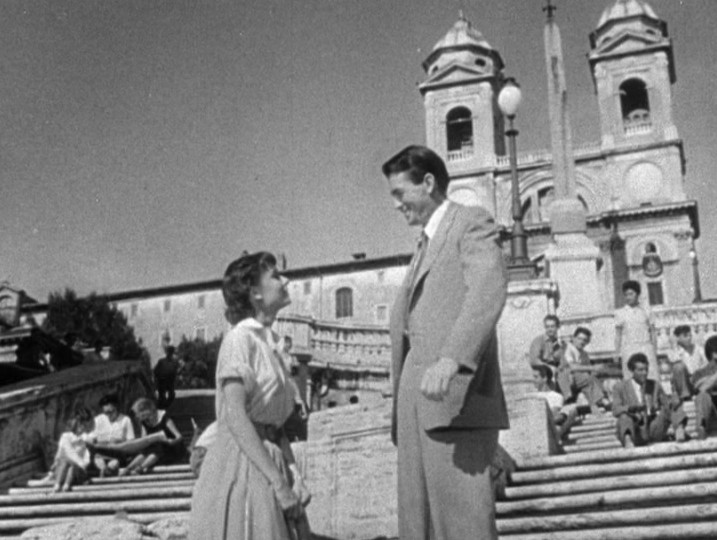
een adellijke toeriste in Rome

Aanvankelijk was Cary Grant aangezocht voor de mannelijke hoofdrol. Grant voelde zich echter te oud voor de rol en hij zag van de film af. Gregory Peck was wel geïnteresseerd, zeker omdat Roman Holiday een komedie was, en Peck al jaren in een dergelijke film wilde spelen.
Voor de rol van prinses Ann had men oorspronkelijk Elizabeth Taylor in gedachten. Regisseur William Wyler wilde echter Jean Simmons voor de rol. Toen Simmons niet beschikbaar was, wilde Wyler het hele project afzeggen. De studio ging echter gewoon door en de volgende die benaderd werd was Suzanne Cloutier. Zij was echter ook bezet. Er werden meer actrices getest, maar uiteindelijk ging de rol naar de toen nog vrijwel onbekende Audrey Hepburn, ondanks het feit dat haar proefopname eigenlijk een mislukking was. Ze acteerde veel te stijf en onnatuurlijk. Na de auditie bleef de camera echter doordraaien en registreerde een ontspannen Hepburn die enthousiast stond te praten met de regisseur. Het was deze 'voorstelling' die ervoor zorgde dat Hepburn de rol kreeg.

### Opnames

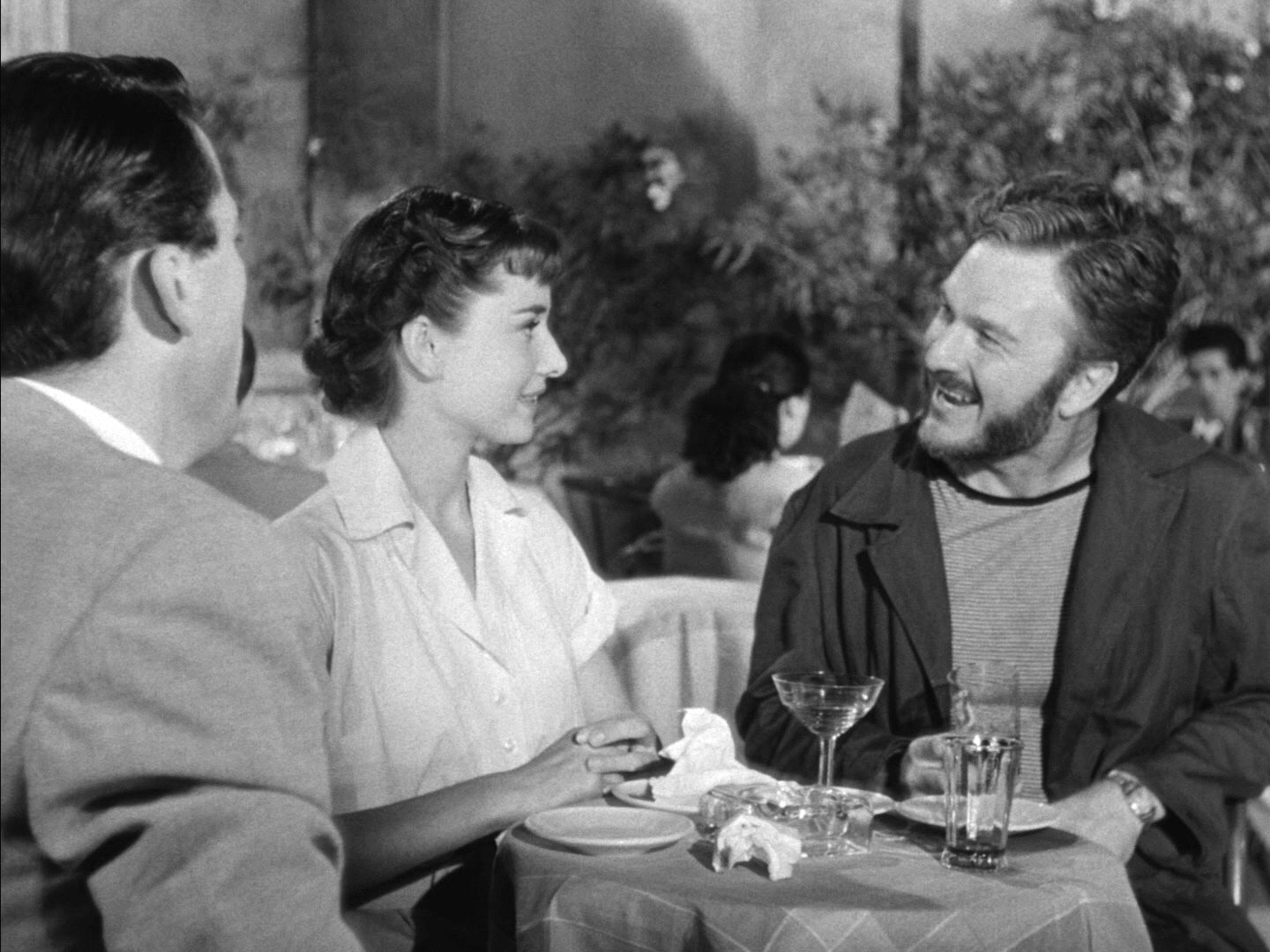
Peck, Hepburn en Albert

De opnames in Rome waren niet altijd gemakkelijk. Het was die zomer extreem heet met temperaturen boven de 35 graden. De hitte steeg ook naar de hoofden van de inwoners van Rome en er waren regelmatig ruzies en relletjes tussen aanhangers van verschillende politieke partijen. Er braken regelmatig stakingen uit en de filmproductie had hier behoorlijk last van. De opnames werden gemaakt zonder het afzetten van straten en met het gewone publiek als toevallige figuranten. Aan de andere kant waren er ook minder toevallige figuranten. Leden van de Italiaanse adel figureerden op het Ambassadeur's bal (zij doneerden hun loon aan liefdadigheid) en leden van de echte pers waren aanwezig bij de persconferentie.
Tussen alle veteranen als Peck en Wyler had debutante Hepburn moeite om haar weg te vinden. Tijdens een opname kon ze bijvoorbeeld niet de gewenste tranen produceren. Take na take besteedde de inmiddels kokende Wyler aan zijn voornaamste actrice. Hij schreeuwde zijn woede uit over alle mislukte opnames, waarop Hepburn in tranen uitbarstte. Wyler liet gelijk de camera lopen en de scène stond er op. Gregory Peck had zo zijn eigen methode om Hepburn mee te trekken. Bij de opnames bij de Mond van de Waarheid moest Peck's personage, Joe, zijn hand in de mond van een beeld steken. Volgens de legende zou de mond de hand afbijten als hij een leugenaar was. Wyler wilde graag een natuurlijke schrikreactie van Hepburn en Peck hielp hem daarbij. Op het moment dat hij zijn hand terugtrok gaf hij een schreeuw van pijn en trok zijn hand terug in de mouw van zijn jasje. Hepburn wist van niets en haar blik van afschuw en verrassing was echt, net als de schreeuw van schrik die aan haar ontsnapte. Wyler kon tevreden zijn, hij had maar één take nodig.
De journalisten in de persconferentie aan het einde van de film waren echte buitenlandse correspondenten in Rome. De dame die zich voorstelt als 'Sytske Galema, De Linie, Amsterdam', tegen wie Audrey Hepburn in het Nederlands antwoordt, wordt echter gespeeld door de toevallig aanwezige echtgenote van Linie-journalist Jan Dijkgraaf, onder haar eigen naam.

## Prijzen
- Academy Award voor Beste Actrice (Audrey Hepburn)
- Academy Award voor Beste Kostuumontwerp (Edith Head)
- Academy Award voor Beste Verhaal (Ian McLellan Hunter & Dalton Trumbo)
- BAFTA Award voor de beste Britse actrice (Audrey Hepburn)
- Golden Globe voor de beste actrice (Audrey Hepburn)
- New York Film Critics Circle Awards voor de beste actrice (Audrey Hepburn)
- Writers Guild of America Award voor de beste Amerikaanse komedie (Ian McLellan Hunter & John Dighton)